# Helioporacea

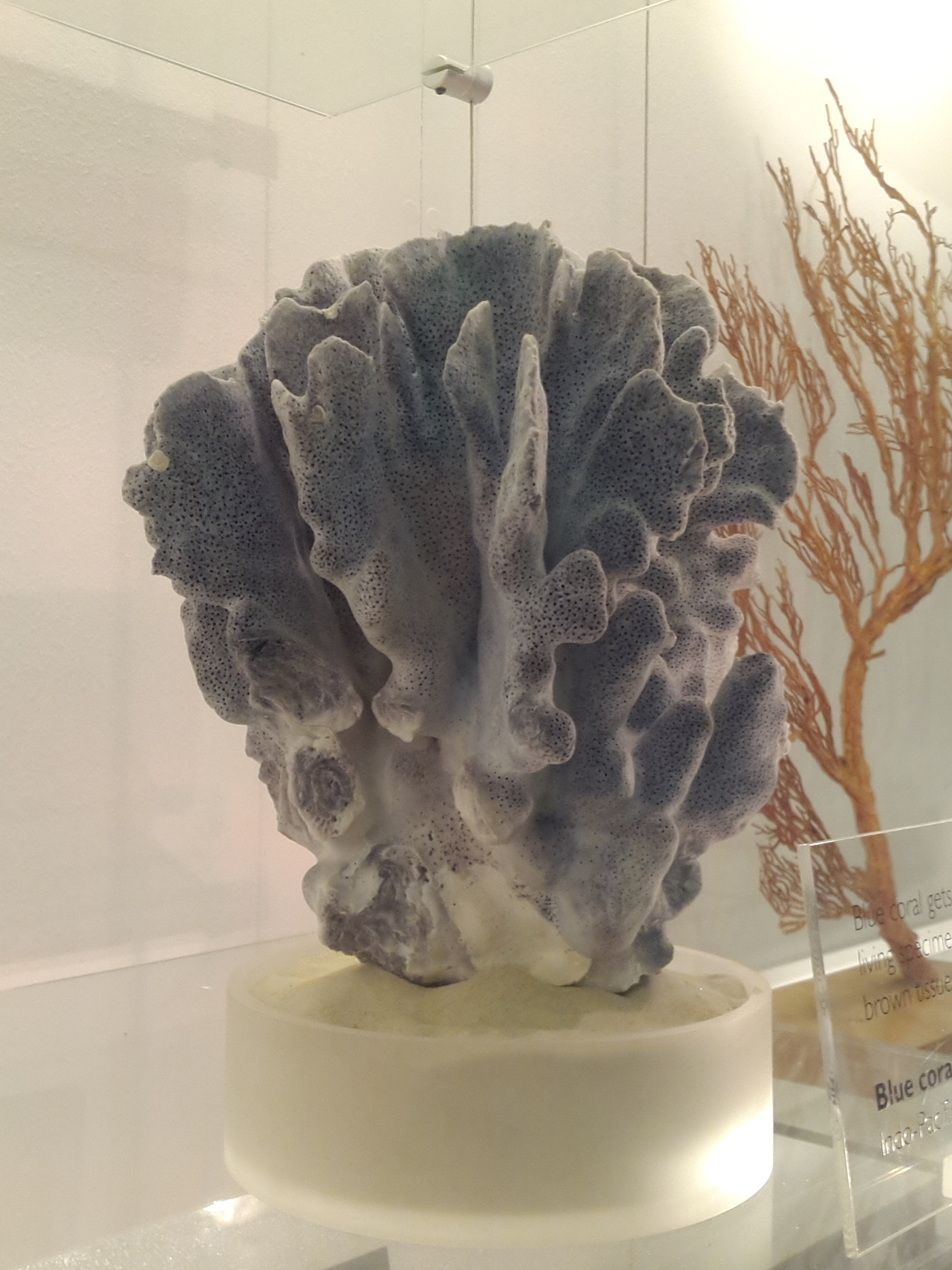
Corallum de Heliopora coerulea en el Natural History Museum, Londres

Los helioporáceos (Helioporacea) son un orden de antozoos de la subclase Octocorallia. Su identificación no ofrece dudas, ya que son corales pétreos, con pólipos de ocho tentáculos. Y el resto de corales duros, a excepción del "coral de fuego" Millepora, pertenecen a la subclase Hexacorallia, o corales con seis, o múltiplos de seis, tentáculos. 
Son corales hermatípicos, por lo que contribuyen a la construcción de los arrecifes. Siendo los únicos octocorales, junto al género Tubipora, que construyen un esqueleto calcificado de aragonita, parecido a los del orden Scleractinia.
El único integrante de este orden conocido popularmente es Heliopora coerulea, que se denomina comúnmente coral azul, debido al color azul de sus pólipos y del esqueleto colonial, o corallum. 
En los periodos de aguas templadas del océano Tetis, la familia Helioporidae era de las más dominantes, sobreviviendo tan sólo a las glaciaciones la única especie actual Heliopora coerulea.

## Familias
Según el Registro Mundial de Especies Marinas, actualmente este orden comprende las siguientes familias monogenéricas:
- Helioporidae. Moseley, 1876
- Lithotelestidae. Bayer & Muzik, 1977